# Fédération Internationale du Sport Automobile
Fédération Internationale du Sport Automobile (FISA) – dawny organ zarządzający imprezami wyścigowymi.
FISA powstała z przekształcenia w 1921 roku Commission Sportive Internationale.
W latach 80 XX w. panował konflikt między Formula One Constructors Association, a ówczesnym prezydentem FISA – Jean-Marie Balestre. Z powodu złej polityki federacji miała ona złą opinię. Często nazwa myliła się z innymi organizacjami tego typu. Po zastąpieniu Francuza na stanowisku prezydenta organizacji przez Maxa Mosleya, została ona zlikwidowana, a jej działalność przejęła Fédération Internationale de l’Automobile.